# موسیقی الکترونیک زنده

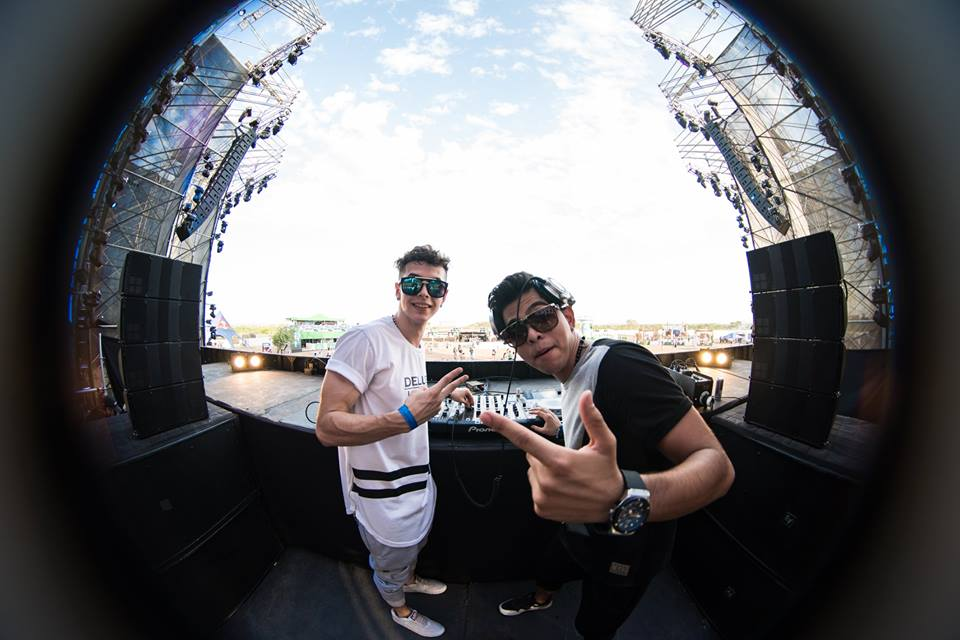
ولزا و لادنس در جشنواره موسیقی الکترونیک

موسیقی الکترونیکی زنده (همچنین با عنوان الکترونیک زنده شناخته می‌شود) نوعی موسیقی است که می‌تواند شامل دستگاه‌های سنتی تولیدکننده صدای الکترونیک، ابزار موسیقی الکتریکی اصلاح‌شده، فناوری‌های تولید صدای هک‌شده و رایانه باشد. در ابتدا این روش در واکنش به ترکیب مبتنی بر صدا برای رسانه‌های ثابت مانند موسیقی کانکریت، موسیقی الکترونیک و موسیقی رایانه‌ای اولیه ایجاد شد. بداهه نوازی موسیقی اغلب نقش زیادی در اجرای این موسیقی دارد. دفعات صداهای مختلف ممکن است با استفاده از دستگاه‌هایی مانند تقویت‌کننده‌ها، فیلترها، تعدیل‌کننده‌های حلقه و سایر اشکال مدار الکترونیکی به‌طور گسترده‌ای تغییر شکل دهد (Sutherland 1994). امروزه تولید همزمان و دستکاری اصوات با استفاده از کدگذاری زنده، امری عادی است.